# Януш Кацпшик
Януш Кацпшик, пол. Janusz Kacprzyk (12 липня 1947, Варшава) – польський інженер, математик та інформатик, відомий внеском у створення інструментів штучного інтелекту, таких як нечіткі множини, математична оптимізація, прийняття рішень в умовах невизначеності, обчислювальний інтелект, інтуїтивістські нечіткі множини, аналіз та добування (mining) даних, із застосуваннями в базах даних, ІКТ, мобільна робототехніка та ін.
Кацпшик – професор інформатики Інституту системних досліджень, дійсний член Польської академії наук, президент Польського товариства з питань операційних та системних досліджень, у 2009-2011 роках президент Міжнародної асоціації нечітких систем (IFSA).
Він є іноземним членом Іспанської Королівської академії економічних та фінансових наук (2007), Болгарської академії наук (2013), Фінського товариства наук і літератури (2018), Королівської фламандської академії Бельгії з науки та мистецтв (2019), а також членом Academia Europaea та Європейської академії наук і мистецтв та учасником багатьох професійних товариств, таких як IEEE, Інженерно-технологічний інститут (IET), Європейський координаційний комітет з штучного інтелекту (EurAI / ECCAI), IFSA та Мексиканського товариства штучного інтелекту (SMIA). У 2013 році він став лауреатом щорічної премії IFSA.

## Книги
1. J. Kacprzyk, Wieloetapowe podejmowanie decyzji w warunkach rozmytości, PWN, Warszawa-Łódź, 1983.
2. J. Kacprzyk, Multistage Decision Making under Fuzziness, Verlag TÜV Rheinland, Cologne, 1983.
3. J. Kacprzyk, Zbiory rozmyte w analizie systemowej, PWN, Warszawa, 1986.
4. J. Kacprzyk, Multistage Fuzzy Control: A Model-Based Approach to Control and Decision-Making, Wiley, Chichester, 1997.
5. J. Kacprzyk, Wieloetapowe sterowanie rozmyte, Wydawnictwa Naukowo – Techniczne (WNT), Warszawa, 2001.

редагування (вибране)
- A. Straszak, J. Kacprzyk (Eds.), Cybernetics Methods in Management (in Polish), IOK PAN and MNSzWiT, Warsaw, 1973.
- L.A. Zadeh, J. Kacprzyk (Eds.), Fuzzy Logic for the Management of Uncertainty, Wiley, New York, 1992
- L.A. Zadeh, J. Kacprzyk (Eds.), Computing with Words in Information/Intelligent Systems. Part 1. Foundations, Physica-Verlag (Springer - Verlag), Heidelberg and New York, 1999.
- L.A. Zadeh, J. Kacprzyk (Eds.), Computing with Words in Information/Intelligent Systems. Part 2. Applications, Physica-Verlag (Springer - Verlag), Heidelberg and New York, 1999.